# Claremont (Kapstadt)
Claremont ist ein südöstlicher Vorort von Kapstadt in der südafrikanischen Provinz Western Cape.

## Geographie

### Lage und Merkmale
Claremont befindet sich im Subcouncil 11 von Kapstadt. Zu ihm gehört das Quartier Wyndover, das an Rondebosch East grenzt, und das Quartier Harfield Village. Der Stadtteil erstreckt sich unweit der östlichen Abhänge vom Tafelbergmassiv und in dessen Nachbarschaft sich der Botanische Garten Kirstenbosch befindet. Im Nordwesten, wo Newlands angrenzt, fließt der in Kirstenbosch entspringende Liesbeeck River.
Das Stadtteilgebiet hat überwiegend eine dichte Bebauung und wird von mehreren wichtigen Verkehrswegen tangiert und durchquert. In Claremont befindet sich eine gleichnamige Haltestelle an der Southern Line von Metrorail Western Cape und etwas südlich davon ein weiterer Bahnhof mit der Bezeichnung Harfield Road. Harfield ist frühes Wohn- und Geschäftsgebiet, das einen zentralen Punkt der hiesigen wirtschaftlichen und sozialen Aktivitäten bildet. Typisch für die historisch gewachsene Gewerbestruktur waren Gemischtwarenhändler, Metzger, Molkereien und Schneider. Harfield wird auch als Lower Claremont bezeichnet.
Die historische, aus dem Stadtzentrum von Kapstadt heranführende Straße ist die Main Road (deutsch: Hauptstraße). Die Palmyra Road, eine weitere wichtige Straßenverbindung, kommt von Norden aus dem Nachbarstadtteil Newlands. Westlich der bebauten Ortslage, am Fuße des Tafelbergmassivs, verläuft der Edinburgh Drive, die Schnellstraße M3. Ganz östlich, am Übergang nach Rondebosch East erstreckt sich in Nord-Süd-Richtung die innerstädtische Autobahn M5, die weiter nördlich eine Verkehrsverbindung zur N2 und unweit der Atlantikküste zur N1 ermöglicht.

### Umgebung
| Newlands                  | Newlands, Rondebosch                        | Rondebosch          |
| Bishopcourt, Kirstenbosch | Kompassrose, die auf Nachbargemeinden zeigt | Lansdowne, Crawford |
| Bishopcourt               | Kenilworth                                  | Lansdowne           |

## Geschichte
Auf dem Territorium von Claremont befand sich die ursprüngliche Farm Veldhuyse und deren Gebiet wurde einigen der „Free Burghers“ überlassen, die 1660 als Angestellte der VOC mit den ersten holländischen Kolonisten am Kap ankamen, und nun als Siedler entlang des Liesbeeck River Landwirtschaft zur Versorgung der Handelsschiffe betrieben.
Die ersten dörflichen Ansiedlungen entstanden auf dem Gebiet des heutigen Claremont in den frühen 1800er Jahren. Siedler überwiegend britischer Abstammung erwarben hier kleine Ländereien. Daraus entwickelte sich das Claremont Village (deutsch: „Claremont-Dorf“). Benannt ist dieses nach dem weitläufigen Farmgelände Claremont House Estate. Der Stadtteilname bedeutet etwa „deutlicher Berg“.
Das Dorf war seit seiner Entstehung von Arbeitern bewohnt. Zu einem weiteren Zuwachs von Anwohnern kam es, als 1864 die Eisenbahnlinie zwischen Wynberg und Kapstadt ihren Betrieb aufnahm. Nach zeitgenössischen Überlieferungen lebten hier ausschließlich nichteuropäischstämmige Personen. Mit wachsender Siedlungsdichte, auch im weiteren Umfeld des Dorfes, entstand die Gemeinde Liesbeeck, die zudem Upper Claremont („Ober-Claremont“), Mowbray, Newlands, Rondebosch und Wynberg umfasste. In Upper Claremont lebten zumeist wohlhabende Coloured-Familien, die hauptsächlich im Areal Kirstenbosch und entlang der Protea Road ihre Wohnstätten hatten.
Viele der hier errichteten Wohnbauten waren Ein-Zimmer-Häuser, die aus einfachen Lehmziegeln bestanden und für aufsteigende Feuchtigkeit anfällig waren. Starkregen oder Hochwasser konnten sie leicht zerstören. Die meisten Einwohner waren Mieter bei wenigen Eigentümern in vielen ihrer Häuser.
An der von Kapstadt heranführenden Main Road ergab sich schnell eine lebhafte Konzentration unterschiedlicher Handwerks- und Gewerbebetriebe. Weil hier ober- und unterhalb der Eisenbahnstrecke die Siedlungsdichte weiter zunahm, erhielt Claremont 1890 den Status einer eigenständigen Gemeinde. 1913 wurde Claremont nach Kapstadt eingemeindet.
Überbevölkerung und Hausbesetzungen führten um 1950 zu angespannten Situationen in Claremont. Im Jahre 1953 erklärten übergeordnete Behörden den Stadtteil zu einem Black spot und eine Inspektion legte die Grundlage dafür, das Gebiet für eine ausschließliche Besiedlung durch Weiße vorzubereiten. Es begann zunächst eine schleichende Vertreibung bisheriger Einwohner auf Basis des Natives Land Act aus dem Jahre 1913.
Im Rahmen dieser politisch beabsichtigten Segregation geriet die multiethnische Sekundarschule Livingstone High in den 1960er Jahren in Konflikt mit den Apartheidsbehörden, weil sie ihre Schülerschaft nicht entsprechend trennen wollte. Betreiber der Schule war und ist bis heute die Community der Coloureds. Im Jahr 1963 wurden Mitglieder des Lehrkörpers wegen Widerständen gegen diese Politik von der Polizei verhaftet, inhaftiert und ins Gefängnis geworfen. Es wurde verfügt, dass die schwarzen Schüler am Unterricht nicht mehr teilnehmen durften. Alle anderen Schüler traten daraufhin in einen Schulstreik. Im Schulbezirk wurden Grundschulen geschlossen, damit es für die Livingstone High keinen Nachwuchs mehr gab und sie geschlossen werden könne. Das Motto der Schule lautet: “Nulla Vestigia Retrorsum” – Keinen Schritt zurück!
Im November 1969 wurde Lower Claremont zur White area (deutsch: „weißes Gebiet“) erklärt. Viele Menschen in der Gemeinde waren von dieser Entscheidung nachteilig betroffen, da sie unfreiwillig das Stadtgebiet verlassen mussten. Bei den Vertriebenen handelte es sich um Hausbesitzer, jedoch auch Mieter von weißen und indischen Hauseigentümern oder der Stadtverwaltung. Zudem wurden indische Eigentümer gezwungen, an Weiße zu verkaufen, da sie in einem White area kein Grundeigentum besitzen durften. Es folgte ein Schub an Renovierungen durch die neuen weißen Eigentümer und anschließender Verkauf, sofern dieser gelang (Gentrifizierung). Dadurch ergaben sich extrem hohe Mieten und ein Verkauf an Immobilienunternehmen, die kein Eigennutzungsinteresse hatten. Der teilweise mangelnde Erfolg dieser Entwicklungen führte schließlich zum Abriss und zur Errichtung von Wohnblocks. Diese Transformationsversuche in Verbindung mit den Zwangsumsiedlungen erzeugten ein stark destabilisiertes Sozialgefüge unter den bisherigen Einwohnern und ein Anwachsen von Kriminalität im Verlaufe der 1970er und 1980er Jahre. Der größte Teil der einst hier wohnenden Colouredbevölkerung wurde in entfernte Quartiere der Kapstädter Cape Flats umgesiedelt, nach Grassy Park, Hanover Park, Lavender Hill, Manenberg, Mitchells Plain sowie in den Norden von Kapstadt nach Atlantis.
Viele Hausbesitzer wurden zum Verkauf ihrer Immobilie gedrängt, für die von städtischen Mitarbeitern ein Wertgutachten erstellt worden war. Zur Förderung ihrer Entscheidung wurde ihnen ein Kaufpreis leicht über dem Gutachtenwert angeboten. Mit dem Verkaufsabschluss war ein Zeitlimit für den Auszug der Bewohner (meist Mieter) verbunden. Besonders für ältere Menschen stellte das eine außerordentliche und entwürdigende Belastung dar. Unregistrierte Mieter in Hinterhoflagen vertrieben behördliche Stellen mit Räumungsbescheiden.
Nach der demokratischen Transformation Südafrikas ab 1994 fingen ehemalige Bewohner von Claremont an, das ihnen zugefügte Unrecht auf gerichtlichem Wege aufzuarbeiten. Im September 1999 kam es zu ersten Entscheidungen bezüglich eingeklagter Ansprüche auf Grundstücke und anderes Eigentum. Die Rückkehr in das ehemalige Wohnumfeld gelang jedoch nur wenigen Personen. Die seit den 1990er Jahren stark gestiegenen Immobilienpreise standen ihren Möglichkeiten entgegen. Ein besonderes soziales Phänomen ist der anhaltende Besuch von Gottesdiensten ehemaliger Stadtteilbewohner in der St Matthew’s Anglican Church in der Second Avenue (Harfield Village) sowie in der Harvey Road Moschee in der Harvey Road.

## Bevölkerung
Gemäß der Volkszählung von 2011 lebten in Claremont 17.198 Personen in 7364 Haushalten. Von diesen waren 64 % Weiße, 17 % Schwarze, 11 % Coloureds, 5 % Inder oder andere Asiaten und 3 % Andere. Die Hauptsprache im Alltag war mit 83 % Englisch und nur mit 7 % Afrikaans.
Vor den Zwangsumsiedlungen in Vollzug des Group Areas Act (1950) war das untere Gebiet von Claremont eine ethnisch und religiös vielfältige Wohngegend, in der Coloureds, Schwarze, Weiße, sowohl Christen als auch Muslime zusammenlebten. Der zu Claremont gehörende Vorort Harfield war lange ein gefragtes Wohngebiet, weil die optimalen Verkehrsverbindungen einen zeitsparenden Arbeitsweg in andere Kapstädter Regionen möglich machten.
Der Bahnhof in Harfield und die parallel verlaufende Harfield Road verdanken ihren Namen dem Harfield Cottage, das von Thomas Mathew, einem der ersten Bewohner hier, erbaut wurde. Er war ein erfolgreicher Küfer und Weinhändler. Dieser, in der mündlichen Überlieferung „Father Mathew“ genannt, errichtete 1840 auf seinem Grundstück eine Kapelle, in der David Livingstone predigte und die den Beginn der Claremont Congregational Church markiert.
Zu den heutigen bürgerschaftlichen Aktivitäten in Claremont gehören u. a. die Harfield Village Association, Friends of Harfield Village Parks und Friends of the Arderne Gardens.

## Infrastruktur
Im Stadtteil existieren mehr als zehn Schulen, darunter die angesehene und am 26. Februar 1926 eröffnete Livingstone High School an der  Imam Haron Road. Diese Schule war zur Zeit ihrer Gründung die zweite Sekundarschule für Coloureds in Kapstadt. Sie entstand auf Initiative von Mitgliedern der Teacher’s League of South Africa (TLSA) und der African People’s Organization (APO), einer politischen Organisation der Coloured.
Für die Gesundheitsversorgung der Bevölkerung stehen das Life Kingsbury Hospital, die Claremont Clinic sowie weitere kleine Einrichtungen zur Verfügung.
Die Kapstädter Stadtbibliothek unterhält hier eine Außenstelle. An der Grove Avenue liegt die Synagoge Claremont Shul. 

## Sehenswürdigkeiten

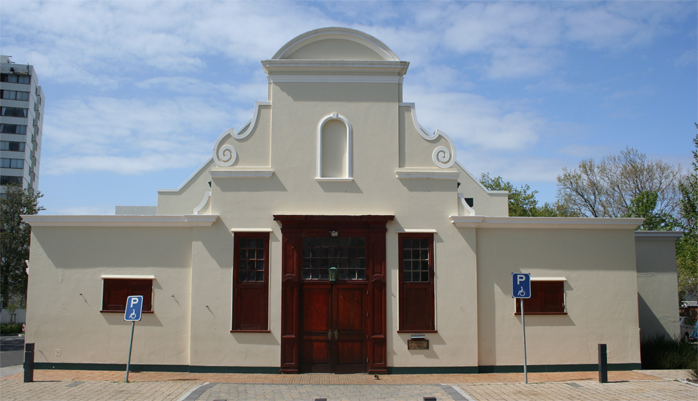
Claremont Civic Centre

- Arderne Gardens, ein öffentlich zugängliches Parkareal und Arboretum
- Claremont Civic Centre, Bürgerzentrum mit kapholländischer Architekturfassade, Gründungsörtlichkeit der End Conscription Campaign (1984)
- St Ignatius, katholisches Kirchengebäude (1934 geweiht) an der Imam Haron Road / Wade Road
- Claremont Congregational Church, Kirchengebäude an der Main Road
- Livingstone High School, eine Sekundarschule mit besonderer Geschichte
- Herschel Memorial Obelisk, zum Gedenken an John Herschel, der hier 1835 sein Teleskop für Himmelsbeobachtungen aufgestellt hat.
- Vineyard Oval, eine Grünanlage mit moderner Randbebauung

## Söhne und Töchter des Ortes
- Abdullah Haron (1924–1969), Imam und Anti-Apartheids-Aktivist